# Leonie Küng
Leonie Küng (Beringen; 21 de octubre de 2000) es una jugadora de tenis profesional suiza. Su mayores ranking en singles es el 156, que llegó el 17 de febrero de 2020. En su carrera de dobles es el 331, alcanzado el 19 de agosto de 2020. 
Disputó su primera final en el torneo de Hua Hin venciendo a tres top 100.

## Títulos WTA (0; 0+0)

### Individual (0)
| Leyenda                    |
| Grand Slam (0)             |
| Juegos Olímpicos (0)       |
| WTA Tour Championships (0) |
| Premier Mandatory (0)      |
| Premier 5 (0)              |
| Premier (0)                |
| International (0)          |

#### Finalista (1)
| No. | Fecha                 | Torneo  | Superficie | Oponente en la final | Resultado |
| 1.  | 16 de febrero de 2020 | Hua Hin | Dura       | Magda Linette        | 3-6, 2-6  |

## Títulos WTA 125s

### Dobles (1–0)
| Resultado | Fecha               | Torneos | Superficie    | Pareja           | Oponentes                           | Resultado        |
| --------- | ------------------- | ------- | ------------- | ---------------- | ----------------------------------- | ---------------- |
| Campeona  | 10 de julio de 2021 | Bastad  | Tierra batida | Mirjam Björklund | Tereza Mihalíková Kamilla Rakhimova | 5–7, 6–3, [10–5] |